# Alfonso Andria
Alfonso Andria (Salerno, 27 maggio 1952) è un ex politico italiano, presidente della provincia di Salerno dal 7 maggio 1995 al 12 giugno 2004, europarlamentare e senatore della XVI legislatura.

## Biografia
Laureato in giurisprudenza, sposato con Nerella Apicella e con una figlia, è stato dirigente dell'ente provinciale del turismo di Salerno, presso il quale ha operato dal 1973 al 1995 nel settore delle manifestazioni e della promozione dell'immagine turistica in Italia e all'estero, curando l'organizzazione di eventi nazionali e internazionali.
È stato consigliere comunale di Salerno per la Democrazia Cristiana dal 1985 al 1993 e presidente della provincia di Salerno dal 7 maggio 1995 al 12 giugno 2004, dove dal 1995 al 1999 ha fatto parte dell'Ufficio di presidenza dell'Unione delle Province d'Italia (UPI).
Alle elezioni amministrative del 2006 si presenta come candidato sindaco di Salerno, sostenuto da una coalizione di centro-sinistra formata da La Margherita, UDEUR, Rosa nel Pugno, Verdi, Rifondazione Comunista, Italia dei Valori, Comunisti Italiani e i Democratici di Sinistra vicini all'allora presidente della Regione Campania Antonio Bassolino. Alla tornata elettorale Andria perde la competizione, sconfitto al ballottaggio dal deputato nonché ex sindaco della città Vincenzo De Luca (diessino in disaccordo con la linea del partito in Campania vicina al presidente della Regione Campania Bassolino).
Tra i fondatori ed esponente della Margherita, nonché convinto europeista, in occasione delle elezioni europee del 2004 è stato eletto al Parlamento europeo tra le liste Uniti nell'Ulivo, ricevendo 176.000 preferenze nella circoscrizione Italia meridionale; si è iscritto al gruppo dell'ALDE. È membro della Commissione per lo sviluppo regionale; della Commissione per l'ambiente, la sanità pubblica e la sicurezza alimentare; della Delegazione per le relazioni con gli Stati Uniti; della Delegazione per le relazioni con Svizzera, Islanda e Norvegia.
Dopo la vittoria di Walter Veltroni alle prime primarie del Partito Democratico, viene nominato da quest'ultimo Responsabile nazionale all'Agricoltura nella segreteria del Partito Democratico (PD) nel 2007. Dopo la sconfitta del PD alle elezioni politiche del 2008, dov'è stato eletto al Senato della Repubblica tra le liste del PD nella circoscrizione Campania, viene nominato da Veltroni Ministro delle Politiche Agricole Alimentari e Forestali nel suo Governo ombra del Partito Democratico, ruolo che ricopre dal 9 maggio 2008 al 21 febbraio 2009.
Nel corso della XVI legislatura è stato sia componente (2008-2009) che vicepresidente (2009-2013) della 9ª Commissione Agricoltura e produzione agroalimentare del Senato.
È stato il vicepresidente regionale del PD in Campania.
Ad agosto 2022 lascia il Partito Democratico, riconsegnando la tessera al segretario provinciale di Salerno Enzo Luciano e denunciando tramite una lettera il PD di essere "Ripiegato a logiche padronali".